# Oyster Bay
För andra betydelser, se Oyster Bay (olika betydelser).
Oyster Bay är ett område i Dar es-Salaam i Tanzania där många förmögna människor bor. Oyster Bay tillhör Msasani, en shehia i distriktet Kinondoni, och hade 4 621 invånare vid folkräkningen 2002. Området är känt för dess strand. Européer har bott i området sedan kolonialtiden. Sedan självständigheten vistas bland annat européer arbetande för biståndorganisationer med inriktning på utveckling och högre statstjänstemän, däribland ministrar, ständiga sekreterare, styrelseledamöter och kommissionärer i området.
Namnet sammanskrivs ofta till ett ord, "Oysterbay". Området angränsar till Indiska oceanen i öst, "Mawenzi Road" i norr, "Ali Hassan Mwinyi" i söder och "Ali bin Said Road" i väst. Några lokala institutioner kallas Oysterbay, bland annat en polisstation, ett sjukhus och en skola. Områdets centrum är "Oysterbay Shopping Centre" där det finns affärer och konstgallerior, bland annat en galleria med tingatingakonst.

## Bilder

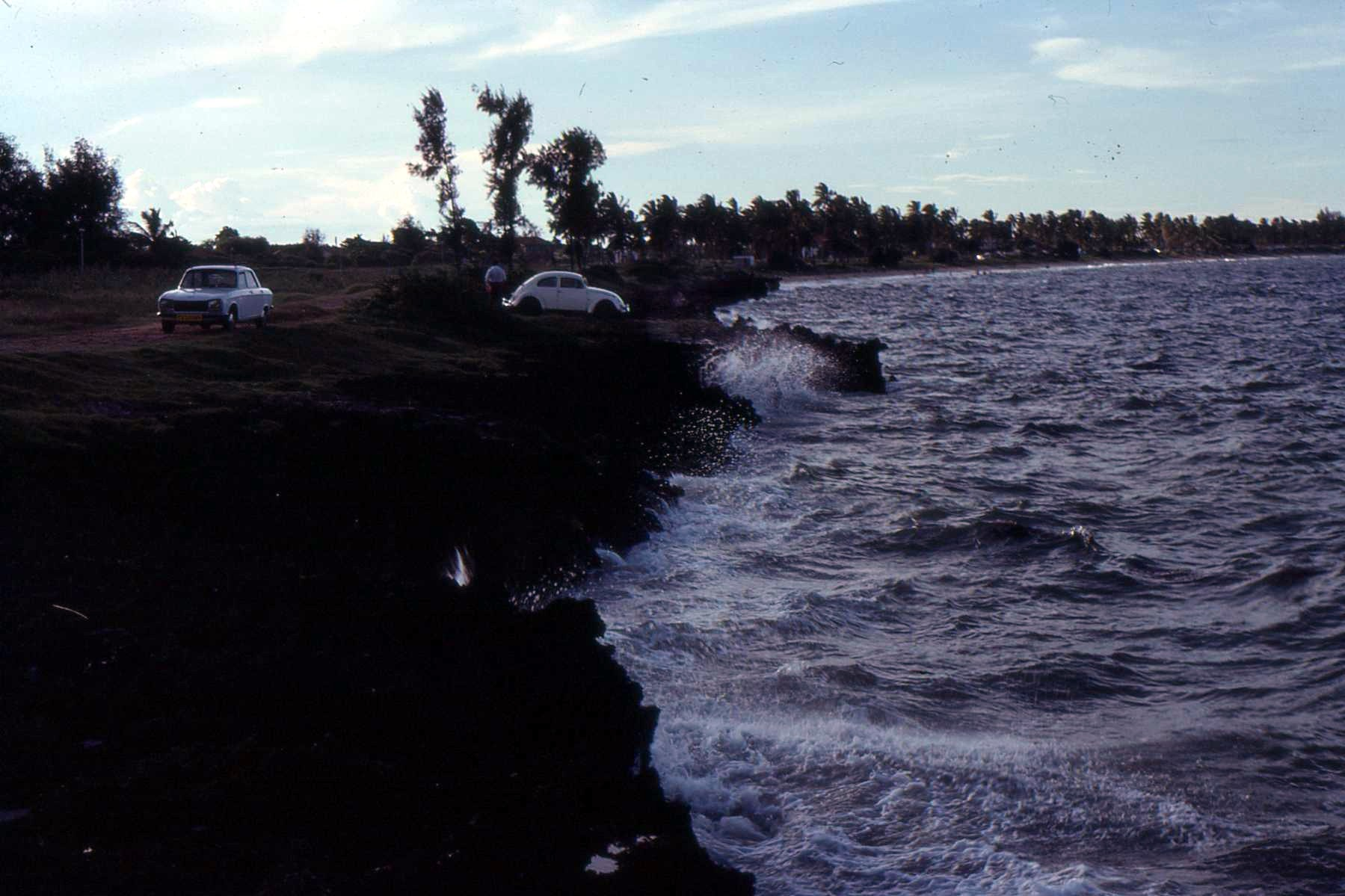
Stranden i Oyster Bay
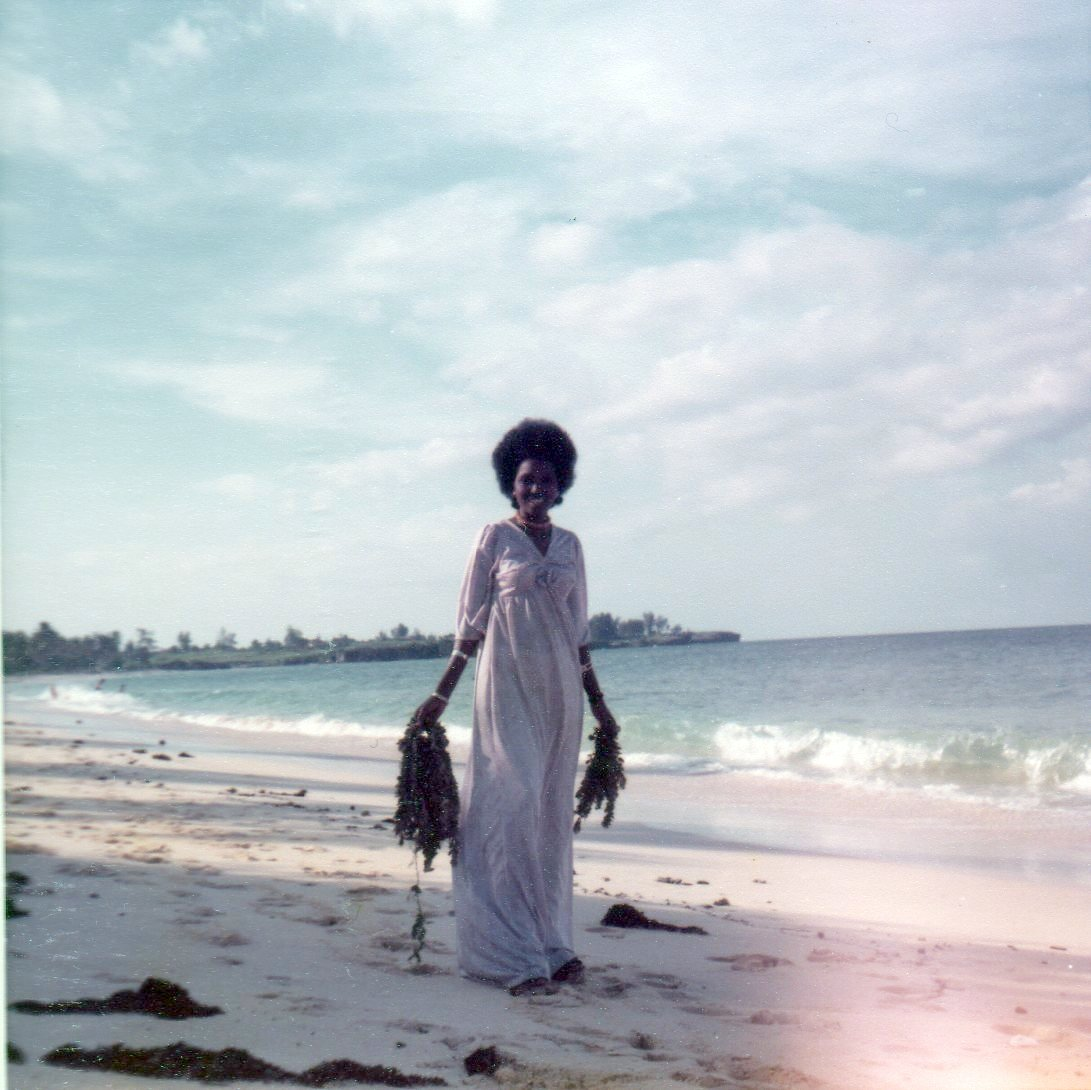
En afrikansk dam går på stranden i Oyster Bay